# Diaphorus parvulus
Diaphorus parvulus är en tvåvingeart som beskrevs av Aldrich 1896. Diaphorus parvulus ingår i släktet Diaphorus och familjen styltflugor. Inga underarter finns listade i Catalogue of Life.